# Søllinge
Søllinge is een plaats in de Deense regio Zuid-Denemarken, gemeente Faaborg-Midtfyn. De plaats telt 227 inwoners (2020).